# Суссекский пудинг
Суссекский пудинг (англ. Sussex pudding), Суссексский прудовой пудинг (англ. Sussex pond pudding) или «пудинг-колодец», «колодезный пудинг» (англ. well pudding) — традиционный английский пудинг из южного графства Суссекс (Сассекс). Его готовят из теста, замешанного на нутряном жире (говяжьем или бараньем жире, который берут из области почек и поясницы), со сливочным маслом и сахаром, и варят или держат на пару в течение нескольких часов. В современных версиях рецепта предлагается использовать целый лимон, завёрнутый в тесто. Блюдо впервые упоминается в книге Ханны Вулли 1672 года «Королевский шкаф».
Этот сытный и тяжёлый пудинг со временем вышел из моды, возможно, из-за диетических соображений. Британский шеф-повар Хестон Блюменталь подал его в рамках своей кампании по возрождению исторических британских блюд.
Вариант пудинга со смородиной известен как в Суссексе, так и в Кенте. В Суссексе ранее он носил название «Черноглазая Сьюзен». Кентская версия известна как «Кентский колодезный пудинг», по рецепту, входящему в новаторскую кулинарную книгу Элизы Актон «Современная семейная кулинария». Слово «колодезный пудинг» (well pudding), по некоторым сведениям, было более привычным названием этого блюда в Восточном Суссексе.

## Приготовление
Во время приготовления из ингредиентов для начинки образуется густой карамелизованный соус, который при подаче и нарезке пудинга растекается на тарелке, образуя «пруд».
После столь длительного приготовления кожица лимона, если он присутствует среди ингредиентов, становится сладкой, как мармелад в собственном соку.
Как и другие пудинги из сала, по традиционным рецептам для приготовления теста требуется говяжье сало, но аналогичный результат можно получить, заменив его кондитерским жиром или даже холодным маслом.
Лучше всего использовать в этом пудинге сочные лимоны с тонкой кожурой и без воска.

## История
Первый записанный рецепт суссексского прудового пудинга («Суссекский пудинг») упоминается в поваренной книге Ханны Вулли «Королевский шкаф» (1672 г.). Рецепт включает в себя тесто с яйцами, обернутое вокруг «большого кусочка сливочного масла». Вулли предлагает добавлять сахар и розовую воду только после приготовления и разрезания пудинга, а также украсить приготовленный пудинг барбарисом.
Владелец магазина из Суссекса XVIII века Томас Тернер описал это блюдо как «Прудовой масленый пудинг», сетуя на количество масла, которое в нём содержится. Он также упомянул о пудинге со смородиной. Похоже, что на данном этапе своей истории пудинг готовился не с лимоном: как и в случае с рецептом Вулли, старые кулинарные книги и рецепты вообще не упоминают в рецепте лимоны.
Рецепт, найденный Флоренс Уайт и включенный в её книгу 1932 года «Хорошие вещи в Англии», был основан на предоставленном ей Х. Дж. Гловером рецепте пудинга, который был «сварен в ткани (правильным способом) в 1905 году старой деревенской женщиной в Вестхэме»: «Сделайте хорошую сальную корочку (форму из теста), всыпьте смородину и немного сахара. Разделите на две части и раскатайте каждый кусок в довольно толстый круг. Поместите в середину одного круга шарик сливочного масла, смешанного с сахаром, используя пропорцию 1/2 фунта масла на 1/4 фунта сахара демерара. Соберите края оболочки и надежно оберните масляный шар, накрыв соединение второй круглой корочкой и защипнув её. Положите в посыпанную мукой ткань, плотно завяжите и кипятите 3 часа или более в зависимости от размера».
В 1939 году журналист и биограф Реджинальд Паунд описал «мой родной Суссексский прудовой пудинг» как «сделанный с корочкой, коричневым сахаром и маслом», без упоминания лимонов. Первая записанная версия с использованием цельного лимона была опубликована в книге Джейн Григсон «English Food» (1974). Григсон утверждала, что горечь лимона улучшила блюдо, заявив, что «о вариантах этого пудинга без лимона не стоит беспокоиться».
В своей «Истории английской еды» Кларисса Диксон Райт указывает что для этого пудинга нужно надрезать лимон «чтобы его вкус высвободился, пока пудинг готовится».